# Wahlen in Grenada 1957
Die Allgemeinen Wahlen in Grenada 1957 (General elections) wurden am 24. September 1957 im karibischen Inselstaat Grenada abgehalten. Nach der Einführung der neuen Verfassung am 21. Dezember 1959 wurde die Regierungsgewalt für das Land endgültig dem Chief Minister übergeben und der Mehrheitspartei im Legislative Council auf der Basis der Wahlen von 1957. Herbert Blaize wurde am 1. Januar 1960 zum ersten Chief Minister ernannt, als die Beschlüsse des Legislative Council in Kraft traten, mit Kooperation der unabhängigen Abgeordneten, die sich entschieden die Grenada National Party zu unterstützen.

## Hintergrund
Die Wahl war die dritte in der Geschichte von Grenada auf Basis des Allgemeinen Wahlrechts. Erstmals gab es verschiedene konkurrierende politische Parteien und erstmals hatte Eric Gairys Grenada United Labour Party Konkurrenz von Parteien wie der Grenada National Party unter Führung von John Watts und Herbert Blaize.

## Ergebnisse
|                                   |                                   |         |       |       |      |  |  |  |  |
| Partei                            | Partei                            | Stimmen | %     | Sitze | +/-  |  |  |  |  |
|                                   | Grenada United Labour Party       | 10.952  | 44,37 | 2     | ▼ −4 |  |  |  |  |
|                                   | Grenada National Party            | 6.012   | 24,36 | 2     | neu  |  |  |  |  |
|                                   | People’s Democratic Movement      | 5.327   | 21.58 | 2     | neu  |  |  |  |  |
|                                   | West Indian Federal Labour Party  | 246     | 1     |       | neu  |  |  |  |  |
|                                   | Unabhängige                       | 2.149   | 8,69  | 2     |      |  |  |  |  |
|                                   |                                   |         |       |       |      |  |  |  |  |
| Gültige Stimmen                   | Gültige Stimmen                   | 24.682  | 95,63 |       |      |  |  |  |  |
| Ungültige Stimmen                 | Ungültige Stimmen                 | 1.129   | 4,37  |       |      |  |  |  |  |
| Gesamt                            | Gesamt                            | 25.811  | 100   | 8     |      |  |  |  |  |
| Nichtwähler                       | Nichtwähler                       | 11.927  | 31,60 |       |      |  |  |  |  |
| Wahlberechtigte / Wahlbeteiligung | Wahlberechtigte / Wahlbeteiligung | 37.738  | 68,40 |       |      |  |  |  |  |